# (21571) Naegeli
(21571) Naegeli (1998 RD51) – planetoida z pasa głównego asteroid okrążająca Słońce w ciągu 4,32 lat w średniej odległości 2,65 j.a. Odkryta 14 września 1998 roku.